# Wiedemannia aequilobata
Wiedemannia aequilobata är en tvåvingeart som beskrevs av Mandaron 1964. Wiedemannia aequilobata ingår i släktet Wiedemannia och familjen dansflugor.
Artens utbredningsområde är Frankrike. Inga underarter finns listade i Catalogue of Life.